# Romersk religion
Romersk religion betecknar den kult och de gudar som erkändes av den romerska staten. Religionen saknar helig skrift (även om orakeltexter som exempelvis Sibyllinska böckerna hölls i stor aktning), och det finns sparsamt med källor vilket gör den dåligt känd. De källor som finns är framför allt arkeologiskt material från till exempel tempel och gravar, inskriptioner och notiser hos historiska författare.

## Bakgrund
Den romerska religionen hade möjligen i äldsta tid endast makter, inte gudar. Man uppmärksammade naturens krafter och försökte påverka dem med riter för att säkra fruktbarhet och undvika katastrofer. Riternas genomförande krävde ett fast prästerskap. Från 500-talet f. Kr. står Rom under stark påverkan från den etruskiska religionen. Denna var en präst- och teologireligion, enligt vilken det kosmiska skeendet hade sin motsvarighet på jorden i exempelvis offerdjurens lever.
Romersk religion präglades vidare av grekiskt inflytande, vilket gav den både pantheon och mytologi. Denna process började på 400-talet och kulminerade 217 f. Kr.  När den romerska staten uppkom, utvecklades ett aristokratiskt samhällslager, på samma sätt som i Roms italiska grannstater. Där liksom i Rom blev Mars, Jupiter, Juno och andra centrala gudar, och de kom att i stor utsträckning utformas efter motsvarande gudar i den grekiska mytologin.
Kulten byggde på ett fördrag mellan gudomen och människorna. Guden ska ha offer och ger välgärningar tillbaka. De kända romerska spelen sågs som riter för att vinna gudarnas gunst.
De nutida anhängarna kallar den romerska religionen för Religio Romana.

## Organisation
Prästerskapet i antikens Rom var organiserat i collegier av olika slag, och en medborgare kunde vara präst eller prästinna under en kortare eller längre mandatperiod. Med undantag för Regina Sacrorum (gift med prästen Rex Sacrorum) och vestalerna utgjordes prästerskapet av män, i de flesta fall tillhörande de högre klasserna. Exempel på några romerska prästcollegier är:
- Pontifikalcollegiet (under senrepubliken 15 ämbetsmän ur republikens adel)
- collegiet av flamines (15 ämbetsmän ur republikens adel)
- Vestalcollegiet (som bestod av ogifta kvinnor)
- Arvalbrödracollegiet (som utförde riter åt larernas moder, larerna, Dea Dia och somliga riter åt Ceres)
- Quindecemvircollegiet (som övervakade de Sibyllinska böckerna)
- Det saliska collegiet (som utförde riter främst förknippade med Mars)
- Curioncollegiet (30 folkvalda stadsdelspräster från de lägre klasserna som tjänstgjorde vid högtiderna Fornacalia och Fordicidia)

Förutom dessa fanns också ett lägre prästerskap av dels victimarii (som utförde konkreta slaktuppgifter åt de ovanstående collegierna) och sacerdotes (som inte tjänstgjorde åt den romerska staten, utan åt kultsammanslutningar och tempel organiserade på privat initiativ).
De religiösa högtiderna var utmärkta i den romerska kalendern.

## Samtida beskrivningar
Viktiga källtexter är fragment av Marcus Terentius Varros skrifter, Ciceros De Natura Deorum, Ovidius Fasti, Om gudarna och världen av Saturninius Secundus Sallustius (som inte skall förväxlas med Gaius Sallustius Crispus), Saturnalierna av Macrobius, samt De nuptiis Philologiæ et Mercurii av Martianus Capella.

## Källhänvisningar
1. 1 2  Bra Böckers lexikon, 1979.
2. 1 2  "romersk religion". NE.se. Läst 2 november 2014.